# Čelovce (district de Veľký Krtíš)
Čelovce (hongrois : Csall) est un village de Slovaquie situé dans la région de Banská Bystrica.

## Histoire
La première mention écrite du village date de 1295.

## Démographie

### Évolution de la population
| Année:               | 1994. | 2004.    | 2014.   | 2024.   |
| -------------------- | ----- | -------- | ------- | ------- |
| Nombre de personnes: | 367   | 442      | 447     | 418     |
| Différence:          |       | +20,43 % | +1,13 % | -6,48 % |

| Année:               | 2023. | 2024.   |
| -------------------- | ----- | ------- |
| Nombre de personnes: | 424   | 418     |
| Différence:          |       | -1,41 % |